# Танохата

39°55′49″ пн. ш. 141°53′20″ сх. д. / 39.93028° пн. ш. 141.88889° сх. д.
Таноха́та (яп. 田野畑村, たのはたむら, МФА: [tanohata muɾa]) — село в Японії, в повіті Сімо-Хей префектури Івате. Станом на 1 жовтня 2007 площа містечка становила 156,19 км². Станом на 1 вересня 2008 населення містечка становило 4006 осіб.